# Lucien Petipa

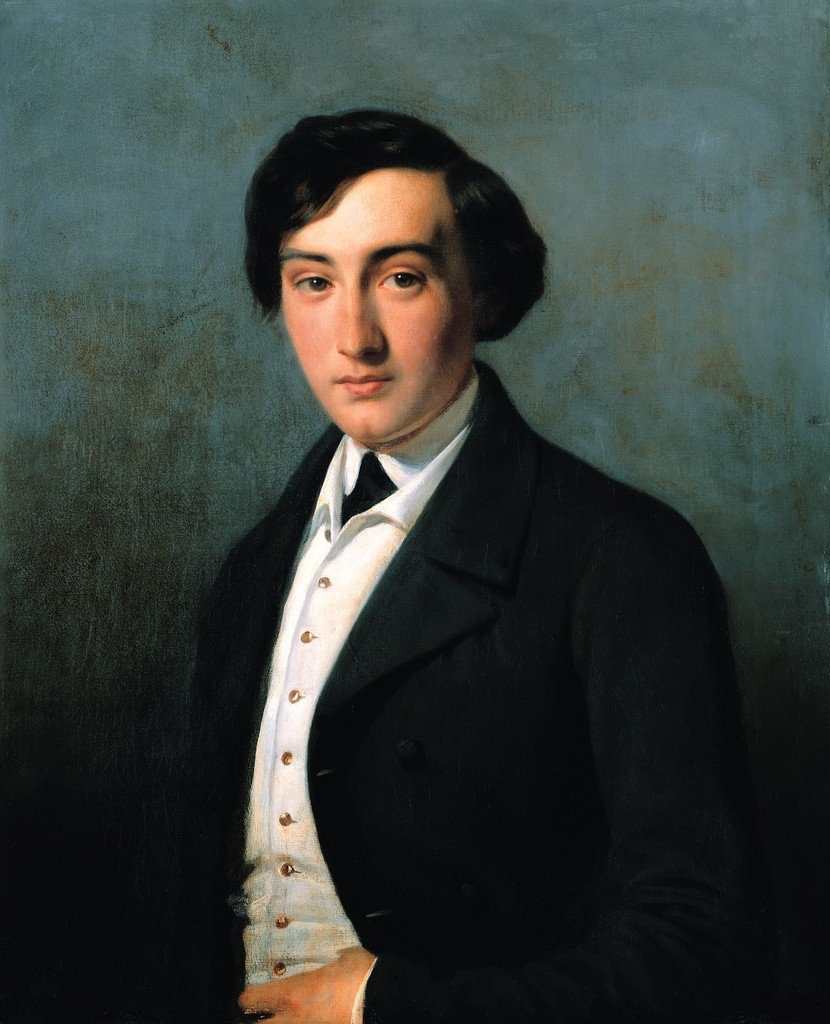
Lucien Petipa, Gemälde von Louise Adelaide Desnos, 1849

Lucien Petipa (* 22. Dezember 1815 in Marseille; † 7. Juli 1898 in Versailles) war ein französischer Tänzer, Choreograf und Ballettmeister.

## Leben
Der Sohn des Jean-Antoine Petipa und Bruder von Marius Petipa debütierte unter seinem Vater in Brüssel. Er tanzte dann unter dessen Leitung in Bordeaux und 1839 in dem Ballett La Sylphide erstmals in Paris. 1841 kreierte er den Albrecht in Giselle.
Als ständiger Partner von Carlotta Grisi übernahm er weitere Hauptrollen, unter anderem in den Balletten La Péri (1843), Eucharis (1844), Le diable à quatre (1845), Paquita (1846), Griseldis (1849), La filleule des fées (1849), Jovita, ou Les Boucaniers (1853), Gemma (1854), Les Elfes (1856) und Marco Spada (1857).
Als Opern-Choreograf debütierte Petipa 1853 in Louis Niedermeyers La Fronde. 1855 choreografierte er die Uraufführung von Giuseppe Verdis Les vêpres siciliennes und 1857 von Daniel-François-Esprit Aubers Le cheval de bronze. Weitere Opern-Choreografien schuf er unter anderem für Gioachino Rossinis Semiramide (1869), Richard Wagners Tannhäuser (1861), Charles Gounods La reine de Saba (1862), Verdis Don Carlos (1867) und Ambroise Thomas’ Hamlet (1868).
Sein erstes eigenes Ballettwerk war Sakountala (1858, Musik: Ernest Reyer), in dem er selbst die Hauptrolle tanzte, es folgten Graziosa (1861, Musik: Théodore Labarre) und Le roi d’ Yvetot (1865, Musik: Théodore Labarre).
Seit 1860 Ballett-Meister der Pariser Oper, beendete ein Jagdunfall 1868 vorzeitig seine Karriere. 1882 choreographierte er dennoch die Uraufführung des Balletts Namouna von Édouard Lalo. Petipa galt als ausgezeichneter Tänzer, stand als Choreograf aber stets im Schatten seines Bruders Marius.